# David (Vorname)
David ist ein hebräischer männlicher Vorname. 

## Herkunft und Bedeutung
Der Name דָּוִד dāwid bzw. דָּוִיד dāwîd geht entweder auf דּוֹד dōd „Vaterbruder“, „Onkel väterlicherseits“, was ein Verständnis als Ersatzname impliziert, oder ידד jdd „lieben“ bzw. דּוֹד dōd „Geliebter“ zurück. Hinter letzterem sieht Archibald Sayce ursprünglich Dodo, einen israelitischen Sonnengott.
In der Bibel ist er mit über 1000-maliger Nennung der dritthäufigste Name nach Mose und Abraham und bezeichnet wie im Koran ausschließlich König David.
In der Septuaginta lautet der Name Δαυίδ Dauíd, in der Vulgata David.
Der Koran gibt den Namen als داود bzw. داوود Dāwūd wieder.
In der Form twti erscheint er als Name eines Ausländers auf einer ägyptischen Stele aus der Zeit um 1750 v. Chr.

## Verbreitung

### International
Als bedeutender Name der Weltreligionen Judentum, Christentum und Islam ist der Name David international verbreitet.
Hervorzuheben sind Israel, wo sich der Name an der Spitze der Vornamenscharts etabliert hat, Kroatien (Rang 2, Stand 2021) und Ungarn (Rang 9, Stand 2019).
In den USA gehört der Name David seit 1880 zu den 40 beliebtesten Jungennamen. Von 1936 bis 1992 lag er stets in den Top-10, wobei er nur im Jahr 1960 die Spitzenposition belegte. Von 1930 bis 2023 wurden rund 3,5 Mio. Jungen so genannt. Der Name befindet sich in Kanada seit 1920 stets in den Top-60. Zwischen 1935 und 1991 lag er dauerhaft in den Top-10 der Hitlisten. In Australien zählte der Name von 1952 bis 1989 durchgehend zu den Top-10 der Vornamenscharts. Seitdem geht seine Beliebtheit zurück. Im Jahr 2018 belegte er Rang 97. Der Name befand sich in Neuseeland von 1900 bis 1998 in den Top-30 und von 1926 bis 1990 in den Top-10. Danach ging seine Popularität stark zurück.
David ist in England und Wales seit 1996 jährlich in den Hitlisten den 100 beliebtesten Jungennamen anzutreffen. In Schottland kommt der Name seit 1935 in den Top-100 vor. Von 1970 bis 1992 belegte er dauerhaft die Spitzenposition der Hitlisten. Der Name zählte in Nordirland von 1997 bis 2004 stets zu den Top-20. Seitdem geht seine Beliebtheit stetig zurück. Im Jahr 2023 belegte er Rang 83. In Irland ist der Name seit 1964 alljährlich in den Top-100 anzutreffen. Im Jahr 1984 sowie zwischen 1987 und 1993 lag er auf dem Spitzenplatz. Seit Mitte der 1990er Jahre geht seine Popularität leicht zurück.
In den Niederlanden wird der Name seit 1930 regelmäßig vergeben. Seit 1967 hat er sich in den Top-100 der Vornamenscharts etabliert und seit den frühen 1990er Jahren gehört er zu den 50 beliebtesten männlichen Namen. David befindet sich in Belgien seit 1995 stets in den Top-100 der Vornamenscharts. Der Name kommt in Frankreich seit 1900 jedes Jahr in der Namensgebung vor. In den frühen 1960er Jahren etablierte er sich bis zum Jahr 2008 in den Top-100. Von 1969 bis 1984 gehörte er sogar dauerhaft zu den zehn beliebtesten Jungennamen. Im Jahr 2023 belegte er Rang 119. Von 1930 bis 2023 wurde der Name circa 314.000 Mal bei der Namenswahl berücksichtigt.
In Italien befindet sich der Name seit 1999 stets unter den 100 beliebtesten Jungennamen. Den besten Platz belegte er im Jahr 2015 und 2017 mit Rang 67. In Spanien belegte er von 2002 bis 2016 durchgehend Plätze in den Top-10 der Hitlisten.
Der Name zählt in Tschechien seit 1964 zu den Top-100 der Hitlisten und seit 1970 zu den Top-20. Im Jahr 2004 und 2008 belegte er die beste Platzierung mit Rang 4. Die Schreibweise Dávid liegt in der Slowakei seit dem Jahr 2000 stets in den Top-20. In Polen zählt der Name seit dem Jahr 2000 fast jedes Jahr zu den Top-100. Der Name gehört in Slowenien seit 1992 zu den 30 beliebtesten Jungennamen. In Bosnien und Herzegowina liegt der Name seit 2009 in den Top-70. Im Jahr 2023 belegte er Rang 41.
In den nordischen Ländern Norwegen und Dänemark befindet sich der Name seit den 1990er Jahren durchgehend in den Top-100. Der Name gehört in Schweden seit den 1980er Jahren dauerhaft zu den 100 beliebtesten Jungennamen. Besonders um die Jahrtausendwende war er populär und gehörte zu den Top-20.

### Deutscher Sprachraum
Vor den 1940er Jahren wurde der Name David in Deutschland sehr selten vergeben. Ende der 1940er Jahre stieg seine Popularität, sodass er mäßig häufig vergeben wurde. Er etablierte sich in den 1970er Jahren unter den 100 beliebtesten Jungennamen Deutschlands. Bis zum Ende der 1980er Jahre wurde der Name immer häufiger vergeben. Seitdem gehört er beständig zu den Top-30-Jungennamen. Im Jahr 2021 belegte er Rang 26 der Hitliste.
In Österreich gehört der Name David seit 1984 durchgehend zu den 30 beliebtesten Jungennamen. Seit 1999 befindet er sich in den Top-10, in den Jahren 2012 und 2014 bis 2016 hatte der die Spitzenposition inne. Im Jahr 2023 belegte er Rang 8. Von 1984 bis 2023 wurde der Name etwa 30.700 Mal gewählt. Der Name kommt in der Schweiz seit 1930 jährlich in der Namensgebung vor. Seit 1960 liegt er stets in den Top-100, seit 1969 in den Top-30 und zwischen 1977 und 2017 durchgehend in den Top-10. Von 1930 bis 2023 wurde der Name etwa 32.800 Mal vergeben. Die Vergabe ist auch in Liechtenstein nachgewiesen.

## Varianten
- Amharisch: ዳዊት Dawit
- Arabisch: داود, داوود Dawud, Daud, Dawood
  - Persisch: داوود, داود Davud
- Armenisch: Դավիթ Davit
- Aserbaidschanisch: Davud
- Bosnisch: Davud
- Englisch: David, Dawey
- Keltische Sprachen:
  - Irisch: Dáibhí
  - Kornisch: Daveth
  - Schottisch-Gälisch: Daividh, Dàibhidh
    - Diminutiv: Davie

  - Walisisch: Dafydd, Dewi, Taffy
    - Altwalisisch: Dewydd
    - Diminutiv: Dai

  - Diminutiv: Dave, Davey, Davie, Davy
    - Mittelalterlich: Daw
- Estnisch: Taavet
  - Diminutiv: Taavi
- Fidschi: Tevita
- Finnisch: Taavetti
  - Diminutiv: Taavi
- Georgisch: დავით Davit
- Griechisch: Δαυίδ Davíd, Δαβίδ Davíd
- Hebräisch: דָּוִד dāwid
  - Bibel: דָּוִד, דָּוִיד dāwid
  - Jiddisch: דוד dowid
    - Diminutiv: דודל dowidl
- Indonesisch: Daud
- Isländisch: Davíð
- Italienisch: Davide
- Kirchenslawisch: Давідъ Davidu
- Lettisch: Dāvids, Dāvis
- Litauisch: Dovydas
- Mazedonisch: Давид David
- Polnisch: Dawid
- Portugiesisch: Davi
- Russisch: Давид David
- Samoanisch: Tavita
- Serbisch: Давид David
- Slowakisch: Dávid
- Tongaisch: Tevita
- Ukrainisch: Давид Davyd, Dawyd
- Ungarisch: Dávid

### Weibliche Varianten
- Deutsch: Davida, Davina
- Englisch: Davena, Davida, Davina, Davinia
- Spanisch: Davinia

### Verwandte Namen
- Männlich
  - Deutsch: Jedidja (hebräisch יְדִידְיָה jədidjāh, englisch Jedidiah)
  - Englisch: Davis, Dawson
  - Georgisch: დავითი Daviti
- Weiblich
  - Deutsch: Jedida (hebräisch יְדִידָה jədidāh, altgriechisch Ἰεδιδα Iedida, lateinisch Idida)

## Namenstage
- 1. März: nach David von Menevia
- 26. Juni: nach David von Thessaloniki
- 15. Juli: nach David von Munktorp
- 19. November: nach David von Augsburg
- 11. Dezember: nach David von Himmerod
- 29. Dezember: nach König David

## Namensträger
- David (auch: David von Armenien, David der Unbesiegbare), Philosoph, 6. Jahrhundert
- David Scholasticus, iroschottischer Kaplan und Gelehrter im frühen 12. Jahrhundert

→ siehe außerdem die Liste der Herrscher namens David

### A
- David A. Aaker (* 1938), US-amerikanischer Wirtschaftswissenschaftler
- David Abraham (* 1946), amerikanischer Historiker und Rechtswissenschaftler
- David Abraham (David Ángel Abraham; * 1986), italienisch-argentinischer Fußballspieler
- David Abudarham, um 1350 in Sevilla lebender und wirkender jüdischer Gelehrter
- David Adams (1871–1943), britischer Politiker, Mitglied des Parlaments
- David Adams (1923–2006), kanadischer Filmproduzent
- David Adams (* 1970), südafrikanischer Tennisspieler
- David R. Adams (1941–2021), US-amerikanischer Mathematiker
- David A. Adler (* 1947), US-amerikanischer Kinder- und Jugendbuchautor
- David Ake (* 1961),  US-amerikanischer Jazzpianist und Hochschullehrer
- David Alaba (* 1992), österreichischer Fußballspieler
- David Allison (1873–?), französisch-englischer Fußballspieler
- David Almansa (* 2006), spanischer Motorradrennfahrer
- David Andersson (1975–2022), schwedischer Gitarrist
- David Andersson (* 1981), schwedischer Orientierungs- und Ski-Orientierungsläufer
- Dave Arneson (1947–2009), US-amerikanischer Spieleentwickler
- David Arquette (* 1971), US-amerikanischer Schauspieler

### B
- David Bach (* 1971), US-amerikanischer Pokerspieler
- David P. Barash (* 1946), US-amerikanischer Psychologe
- David Barišić (* 1997), kroatischer Fußballspieler
- David Baszucki (* 1963), US-amerikanischer Unternehmer, Ingenieur und Erfinder
- David Bautista (* 1969), US-amerikanischer Wrestler und Filmschauspieler
- David Beckham (* 1975), englischer Fußballspieler
- David Beckmann (* 2000), deutscher Automobilrennfahrer
- David A. Bednar (* 1952), Apostel der Kirche Jesu Christi der Heiligen der Letzten Tage
- David Belhumeur (* 1970), kanadischer Freestyle-Skier
- David A. Bell (* 1961), US-amerikanischer Historiker
- David Bellos (* 1945), britischer Literaturwissenschaftler und Übersetzer
- David Ben-Gurion (1886–1973), israelischer Politiker
- David Bennent (* 1966), schweizerischer Schauspieler
- David Bergen (* 1957), kanadischer Schriftsteller
- David Berry (* 1984), australisch-kanadischer Schauspieler
- David Birney (1939–2022), US-amerikanischer Schauspieler.
- David Blaine (* 1973), US-amerikanischer Zauberer und Straßenmagier
- David Boreanaz (* 1969), US-amerikanischer Schauspieler
- David Bowie (1947–2016), britischer Sänger und Musiker
- David Brickhill-Jones (* 1981), britischer Orientierungsläufer
- Dawid Ionowitsch Bronstein (1924–2006), sowjetischer Schachgroßmeister
- David Broome (* 1940), britischer Springreiter
- Dave Brubeck (1920–2012), US-amerikanischer Jazzpianist und Bandleader
- David Burgess (* 1977), kanadischer Eishockeyspieler
- David Butz (1950–2022), US-amerikanischer American-Football-Spieler

### C
- David Cameron (* 1966), britischer Premierminister
- Dave Canterbury (* 1963), US-amerikanischer Abenteurer und Pfadfinder
- David Card (* 1956), kanadischer Ökonom und Nobelpreisträger
- David Carradine (1936–2009), US-amerikanischer Schauspieler
- David Cass (1937–2008), US-amerikanischer Wirtschaftswissenschaftler
- David Cassidy (1950–2017), US-amerikanischer Schauspieler und Sänger
- David Casteu (* 1974), französischer Endurorennfahrer
- David „Dave“ Chappelle (* 1973), US-amerikanischer Comedian und Schauspieler
- David Charvet (* 1972), US-amerikanischer Schauspieler und Sänger
- David Clayton-Thomas (* 1941), kanadischer Musiker
- David Coote (* 1982), englischer Fußballschiedsrichter
- David Copperfield (David Seth Kotkin; * 1956), US-amerikanischer Illusionist
- David Coulthard (* 1971), schottischer Formel-1-Rennfahrer
- David Coverdale (* 1951), britischer Hardrock-Sänger („Whitesnake“)
- David Cronenberg (* 1943), kanadischer Regisseur
- David Crosby (1941–2023), US-amerikanischer Rocksänger und -musiker
- David de la Cruz (* 1989), spanischer Radrennfahrer

### D
- David Datuna (1974–2022), georgisch-amerikanischer Künstler
- Dave Davies (* 1947), britischer Gitarrist
- David Degen (* 1983), schweizerischer Fußballspieler
- David Duchovny (* 1960), US-amerikanischer Schauspieler
- Dave Dudley (1928–2003), US-amerikanischer Country-Sänger
- David Dundas (* 1945), britischer Musiker und Schauspieler
- David Dunn (1811–1894), US-amerikanischer Politiker
- David Dunn (* 1979), englischer Fußballspieler und -trainer
- David Dushman (1923–2021), Fechttrainer und Zeitzeuge

### E
- David Eagleman (* 1971), US-amerikanischer Neurowissenschaftler
- David Easton (1917–2014), kanadisch-US-amerikanischer Politikwissenschaftler
- David Eberhard (* 1966), schwedischer Psychiater und Autor
- David Ebershoff (* 1969), US-amerikanischer Schriftsteller
- David Eckstein (* 1975), US-amerikanischer Baseballspieler
- David Eddy (* ≈1945), englischer Badmintonspieler
- David Eggby (* 1950), britischer Kameramann
- David Ellefson (* 1964), US-amerikanischer Musiker
- David Ellett (* 1964), kanadischer Eishockeyspieler
- David Essex (* 1947), britischer Sänger und Schauspieler
- David Etxebarria (* 1973), spanischer Radrennfahrer

### F
- David Feest (* 1969), deutscher Historiker
- David Ferrer (* 1982), spanischer Tennisspieler
- Dave Finbow (* 1968), englischer Snookerspieler
- David Fincher (* 1962), US-amerikanischer Regisseur
- David Folkerts-Landau (* 1949), deutscher Volkswirt und Hochschullehrer
- David Frétigné (* 1970), französischer Endurorennfahrer
- Caspar David Friedrich (1774–1840), deutscher Maler

### G
- David Gabai (* 1954), US-amerikanischer Mathematiker
- David Gahan (* 1962), britischer Musiker
- David Garrett (* 1980), deutsch-amerikanischer Violinist
- David Garrick (1717–1779), britischer Schauspieler
- David Garrick (1945–2013), britischer Popsänger
- David Garrick, bekannt als David Byron (1947–1985), britischer Rockmusiker
- David de Gea (* 1990), spanischer Fußballspieler
- David Gilly (1748–1808), preußischer Baumeister
- David Gleirscher (* 1994), österreichischer Rennrodler
- David Grann (* 1967), US-amerikanischer Journalist und Schriftsteller
- David Gray (1838–1861), schottischer Poet
- David Gray (1927–1983), britischer Sportjournalist
- David Gray (* 1968), britischer Musiker
- David Gray, Pseudonym des deutschen Schriftstellers Ulf Torreck (* 1973)
- David Gray (* 1979), englischer Snookerspieler
- David Gray (* 1988), schottischer Fußballspieler
- David Greaves (1946–2019), englischer Snookerspieler
- David Wark Griffith (1875–1948), US-amerikanischer Schauspieler
- David Eric Grohl (* 1969), US-amerikanischer Musiker
- David Gross (* 1941), US-amerikanischer Physiker
- David Groß (* 1978), österreichischer Filmemacher und Journalist
- David Gross (* 1996), Schweizer Unihockeyspieler
- David Grossman (* 1954), israelischer Schriftsteller
- David Guetta (* 1967), französischer House-DJ und -Produzent
- David Guion (* 1967), französischer Fußballspieler und -trainer
- David Gulpilil (1953–2021), australischer Schauspieler und Tänzer
- David Guthrie (* 1974), US-amerikanischer Basketballschiedsrichter

### H
- David Haladjian (* 1962), schweiz-armenischer Komponist und Dirigent
- David Hamilton (1933–2016), britischer Fotograf und Regisseur
- Dávid Hancko (* 1997), slowakischer Fußballspieler
- David Hansen (* 1981), australischer Sänger (Countertenor und Mezzosopran)
- David Hansen (* 1991), deutscher Handballspieler
- David Harbour (* 1975), US-amerikanischer Schauspieler
- David Harrer (* 1990), österreichischer Fußballspieler
- David Hart (* 1957), niederländischer Unternehmer und Autorennfahrer
- David Hasselhoff (* 1952), US-amerikanischer Schauspieler und Sänger
- Johann David Heegewaldt (1773–1850), Wohltäter des Sozialwesens in Berlin
- David Helfgott (* 1947), australischer Pianist
- David Hemblen (* vor 1974), britisch-kanadischer Schauspieler
- David Hempleman-Adams (* 1956), britischer Unternehmer und Abenteurer
- David Hilbert (1862–1943), deutscher Mathematiker
- David von Himmerod (≈1100–1179), italienisch-deutscher Mönch und Mystiker
- David Hockney (* 1937), britischer Künstler
- David Hofer (* 1979), österreichischer Filmeditor und Filmregisseur
- David Hofer (* 1983), italienischer Skilangläufer
- David Hogg (Politiker) (1886–1973), US-amerikanischer Politiker
- David Hogg (Aktivist) (* 2000), US-amerikanischer Aktivist und als Schüler Überlebender des Schulmassaker von Parkland
- David Horn (1832–1925), deutscher Weinhändler und Politiker
- David Huggins (* 1959), britischer Autor und Illustrator
- David Hume (1711–1776), schottischer Philosoph und Historiker

### I
- David Ignatius (* 1950), US-amerikanischer Journalist, Ökonom und Thriller-Autor
- David Ignatoff (1885–1954), russischer jiddischer Schriftsteller und Publizist
- David Imper (* 1979), Schweizer Theater- und Filmschauspieler, Autor und Hörbuchsprecher
- David Ireland (1927–2022), australischer Schriftsteller
- David Irving (* 1938), britischer Geschichtsrevisionist und Holocaustleugner
- David Izazola (* 1991), mexikanischer Fußballspieler
- David Izon (* 1968), nigerianischer Schwergewichtsboxer

### J
- David Jarolím (* 1979), tschechischer Fußballspieler
- David Jenkins (* 1936), US-amerikanischer Eiskunstläufer
- David Jensen (1816–1902), dänisch-russischer Bildhauer und Hochschullehrer
- David John (* 1984), walisischer Snookerspieler
- David A. Johnston (1949–1980), US-amerikanischer Vulkanologe
- David Jurásek (* 2000), tschechischer Fußballspieler

### K
- David Robert Kaufman (* 1961), US-amerikanischer Schauspieler und Synchronsprecher
- David Kelly (1929–2012), irischer Schauspieler
- David Kelly (1944–2003), britischer Mikrobiologe
- David Patrick Kelly (* 1951), amerikanischer Schauspieler
- David Victor Kelly (1891–1959), britischer Diplomat
- David Kindt (1580–1652), deutscher Maler
- David Kitt (* 1975), irischer Musiker
- David Krammer (* 1988), deutscher Handballspieler
- David Kross (* 1990), deutscher Schauspieler
- David Krummenacker (* 1975), US-amerikanischer Leichtathlet
- David E. Kuhl (1929–2017), US-amerikanischer Nuklearmediziner und Hochschullehrer

### L
- David LaChapelle (* 1963), US-amerikanischer Fotograf
- David Lama (1990–2019), österreichischer Sportkletterer und Alpinist
- David Lange (1942–2005), neuseeländischer Politiker, Premierminister
- David Jude Heyworth Law, eigentlicher Name vom Jude Law (* 1972), britischer Schauspieler
- David Leslie (1953–2008), britischer Rennfahrer und Fernsehkommentator
- David Letterman (* 1947), US-amerikanischer Moderator und Produzent
- David ben Samuel ha-Levi (≈1586–1667), polnischer jüdischer Gelehrter und Dezisor
- David Levithan (* 1972), US-amerikanischer Schriftsteller und Herausgeber
- David H. Levy (* 1948), US-amerikanischer Astronom
- David Livingstone (1813–1873), englischer Entdeckungsreisender
- David „Dave“ Lombardo (* 1965), US-amerikanischer Musiker
- David Lynch (1946–2025), US-amerikanischer Filmregisseur
- David Lean (1908–1991), britischer Filmregisseur
- David Luschnat (1895–1984), deutscher Schriftsteller

### M
- David Manders (* 1941), US-amerikanischer American-Football-Spieler
- David Mannheimer (1863–1919), deutscher Landes- und Feldrabbiner
- David Mansfeld (1796–1863), deutscher Arzt und Medizinalbeamter
- David May (* 1951), britischer Informatiker, Hochschullehrer
- David von Mayenburg (* 1968), deutscher Rechtswissenschaftler, Hochschullehrer
- David McAllister (* 1971), deutscher Politiker (CDU), Ministerpräsident von Niedersachsen
- David McCullough (1933–2022), US-amerikanischer Historiker, Biograf, Erzähler und Lecturer
- L. David Mech (* 1937), US-amerikanischer Biologe
- David Meier (1572–1640), auch: David Meyer, deutscher Theologe, Schriftsteller und Historiker
- David Meier (* 1985), Schweizer Jazzmusiker
- David Meier (* 1996), deutscher Schauspieler
- David Mendes (* 1962), angolanischer Anwalt und Politiker
- David Mendes (David Mendes da Silva; * 1982), niederländischer Fußballspieler
- David A. B. Miller (* 1954), britisch-US-amerikanischer Angewandter Physiker
- David Muñoz (Radsportler) (* 1979),  spanischer Radrennfahrer
- David Muñoz (Rennfahrer) (* 2006), spanischer Motorradrennfahrer

### N
- David Nalbandian (* 1982), argentinischer Tennisspieler
- Dave Navarro (* 1967), US-amerikanischer Musiker
- David Needham (* 1949), englischer Fußballspieler
- David Neres (* 1997), brasilianischer Fußballspieler
- David Nerman (* 19**), kanadischer Schauspieler
- David Neuhaus (* 1962), israelischer Jesuit und Patriarchalvikar
- David Niven (1910–1983), britischer Schauspieler

### O
- David Odonkor (* 1984), deutscher Fußballspieler
- David A. Ogden (1770–1829), US-amerikanischer Jurist und Politiker
- David Oistrach (1908–1974), sowjetischer Geiger
- David Oppenheimer (1664–1736), deutscher Rabbiner und Bibliophiler
- David Oppenheimer (1834–1897), deutsch-kanadischer Unternehmer und Politiker
- David Orlowsky (* 1981), deutscher Klarinettist
- David Ortega (David Ortega Arenas; * 1985), deutscher Schauspieler, Model und Fernsehmoderator
- David Owen (1784–1841), walisischer Dichter und Barde
- David Owen (* 1938), britischer Politiker
- David Dale Owen (1807–1860), US-amerikanischer Geologe
- David Oyelowo (* 1976), britischer Schauspieler, Filmproduzent und Regisseur

### P
- David Paymer (* 1954), US-amerikanischer Schauspieler
- David Pell (* 1980), australischer Radrennfahrer
- David Peters (David Patrick Peters; * 1987), US-amerikanischer Pokerspieler
- David Platt (* 1966), englischer Fußballspieler
- David Poisson (1982–2017), französischer Skirennläufer
- David Prill (* 1959), US-amerikanischer Schriftsteller
- David Prinosil (* 1973), deutscher Tennisspieler
- David Prowse (1935–2020), britischer Schauspieler

### R
- David Raya (* 1995), spanischer Fußballspieler
- David Reinbacher (* 2004), österreichischer Eishockeyspieler
- David Rheem (* 1980), US-amerikanischer Pokerspieler
- David Richter der Ältere (1661–1735), schwedisch-deutscher Porträt- und Landschaftsmaler
- David Rjasanow (1870–1938), russischer Marxist und Archivar
- David Lee Roth (* 1954), US-Sänger der Band „Van Halen“
- David Rundblad (* 1990), schwedischer Eishockeyspieler

### S
- David Sacco (* 1970), US-amerikanischer Eishockeyspieler
- Jerome David Salinger (1919–2010), US-amerikanischer Schriftsteller, siehe J. D. Salinger
- David Sanborn (1945–2024), US-amerikanischer Saxophonist
- David Sander (1867–1939), deutscher Rabbiner
- David Sands (* 1984 oder 1985), US-amerikanischer Pokerspieler
- David Schartner (* 1988), österreichischer Fußballtorhüter
- David Scheid (* 1983), österreichischer Kabarettist, Schauspieler und DJ
- David Schmidt (* 1993), deutscher Handballspieler
- David Theodor Schmidt (* 1982), deutscher Pianist
- David Schwimmer (* 1966), US-amerikanischer Schauspieler
- David Sinclair, bekannt als Dave Sinclair (* 1947), britischer Pianist, Keyboarder, Komponist und Sänger
- David A. Sinclair (* 1969), australischer Biologe und Hochschullehrer
- David Sok (* 1983), slowenischer Handballschiedsrichter
- David Spaeth (* 1975), deutscher Filmregisseur und Autor
- David Spiro (1901–1970), Rabbiner

### T
- David Thomas (1762–1831), US-amerikanischer Jurist und Politiker
- David Thomas, 1. Viscount Rhondda (1856–1918), walisischer Politiker, Mitglied des House of Commons
- David Thomas (Pseudonym Tom Cain; * 1959), britischer Journalist und Schriftsteller
- David Thomas, britischer Musiker
- Dawid Tomaszewski (* 1979), polnisch-deutscher Modeschöpfer und Designer
- David Trezeguet (* 1977), französischer Fußballspieler
- David Trimble (1944–2022), nordirischer Politiker
- David Trueba (* 1969), spanischer Schriftsteller, Journalist, Drehbuchautor, Schauspieler und Regisseur
- David Tuchmanow (* 1940), russischer Komponist

### U
- David Unterhalter (* 1958), südafrikanischer Richter und Mitglied des WTO-Appellate Body

### V
- Dave Valenti (* 1964), US-amerikanischer Freestyle-Skier

### W
- Dave Walker (* 1964), kanadischer Freestyle-Skier
- David Walker (Diplomat), neuseeländischer Diplomat
- David Warner (1941–2022), britischer Schauspieler
- David Weir (1863–1933), englischer Fußballspieler und -trainer
- David Weir (1944–2012), US-amerikanischer Autorennfahrer
- David Weir (* 1970), schottischer Fußballspieler und -trainer
- David Weiss (1946–2012), Schweizer Künstler, siehe Peter Fischli und David Weiss
- David Ricardo Williams (1923–1999), kanadischer Jurist, Historiker und Schriftsteller
- David Henry Wilson (* 1937), britischer Kinder- und Jugendbuchautor
- David Sloan Wilson (* 1949), US-amerikanischer Evolutionsbiologe
- David Wilson-Johnson (* 1950), englischer Sänger
- David Witteveen (* 1985), österreichischer Fußballspieler
- David F. Wnendt (* 1977), deutscher Filmregisseur und Drehbuchautor
- David Wong (1911–2008), chinesischer Architekt und baptistischer Geistlicher
- David Wong (* 1982), US-amerikanischer Jazzmusiker
- David T. Wong (* 1935), chinesisch-US-amerikanischer Chemiker

### X
- David Ximenes (* 1953), Kampfname Mandati,  Politiker aus Osttimor

### Y
- David Yallop (1937–2018), britischer Autor und Drehbuchautor
- David Yarrow (* 1966), britischer Geschäftsmann und Kunstfotograf
- David Yates (* 1963), britischer Regisseur, Drehbuchautor und Filmproduzent
- David Yelldell (* 1981), US-amerikanisch-deutscher Fußballtorwart
- David Yost (* 1969), US-amerikanischer Schauspieler
- David Young (1931–2008), britischer anglikanischer Theologe
- David Yuengling (auch: David Gottlieb Jüngling; 1808–1877), deutsch-amerikanischer Bierbrauer und Unternehmer
- David Yurkew (1943–2007), US-amerikanischer Tattoo-Künstler

### Z
- David Zacharias (1871–1915), deutscher Maler der Düsseldorfer Schule
- David Zauner (* 1985), österreichischer Skispringer
- David „Dave“ Zoller (1941–2020), US-amerikanischer Jazzpianist
- David Zürn III. (1665 – nach 1724), Bildhauer des Barock
- David Zwilling (* 1949), österreichischer Skirennläufer